# Wskaźnik kostkowo-ramienny
Wskaźnik kostkowo-ramienny lub wskaźnik kostka-ramię (ang. ABI – ankle-brachial index) – iloraz ciśnienia skurczowego mierzonego na stopie do ciśnienia skurczowego na ramieniu wyznaczony u chorego leżącego. W obrębie stopy do jego wyznaczenia konieczne jest użycie detektora doplerowskiego fali ciągłej, natomiast w obrębie ramienia wyznaczane jak przy rutynowym pomiarze ciśnienia tętniczego. W przypadkach różnych wartości ciśnień na tych samych kończynach w interpretacji bierze się pod uwagę wartości wyższe.

## Wskazania
- Pomiaru ABI dokonuje się w przypadku podejrzenia niedokrwienia kończyny dolnej w przebiegu choroby tętnic obwodowych.
- Monitorowanie postępu choroby i wyników leczenia (interwencji chirurgicznych i interwencji wewnątrznaczyniowej- stentowanie lub angioplastyka)[1]

## Przeciwwskazania
Owrzodzenie w miejscu zakładania mankietu.

## Interpretacja
W warunkach prawidłowych ciśnienie tętnicze jest równe lub nieco większe w obrębie kostki. Za wartości prawidłowe przyjmuje się wartości w zakresie 0,9<ABI<1,15. Wskaźnik kostka-ramię <0,9 świadczy o niedokrwieniu, a <0,5 występuje w przypadku krytycznego niedokrwienia kończyn. Według niektórych autorów dla tej jednostki chorobowej charakterystyczny jest wskaźnik poniżej 0,4. ABI>1,3 świadczy o nieprawidłowej sztywności naczyń i spotykany jest np. w cukrzycy.
Warto zwrócić uwagę, że wskaźnik kostka-ramię nie tylko jest cennym narzędziem w diagnostyce choroby tętnic obwodowych, ale również parametrem, którego nieprawidłowe wartości wskazują na zwiększone ogólne ryzyko sercowo-naczyniowe. Pod tym względem może być porównany do takich parametrów jak m.in. grubość kompleksu intima-media, czy też wskaźnik uwapnienia tętnic wieńcowych. Obniżona wartość wskaźnika ABI wiąże się również z większą predyspozycją do rozwoju zespołu słabości.